# The Girl Said No
The Girl Said No, também conhecido por With Words and Music (Brasil: Ela Deu o Contra ) é um filme norte-americano de 1937, do gênero comédia musical, dirigido por Andrew L. Stone e estrelado por Irene Hervey e Robert Armstrong.
Produção B com toques de filme policial e canções de Gilbert e Sullivan. O filme encontra-se em domínio público e pode ser livremente baixado ou assistido no Internet Archive.

## Sinopse
Dançarina adora gastar dinheiro, principalmente quando é dos outros. Tudo vai bem até que ela esfola um jogador profissional. Para vingar-se, ele se torna seu agente e a força a juntar-se a um grupo de teatro especializado em obras da dupla Gilbert & Sullivan. Todo dinheiro que ela ganhar tem de ir para ele...

## Premiações
| Patrocinador                                  | Prêmio | Categoria             | Situação |
| --------------------------------------------- | ------ | --------------------- | -------- |
| Academia de Artes e Ciências Cinematográficas | Oscar  | Melhor Mixagem de Som | Indicado |

## Elenco
| Ator/Atriz       | Personagem        |
| ---------------- | ----------------- |
| Irene Hervey     | Pearl Proctor     |
| Robert Armstrong | Jimmie Allen      |
| William Danforth | Howard Hathaway   |
| Frank Moulan     | Mark              |
| Paula Stone      | Mabel             |
| Edward Brophy    | Pick              |
| Vera Ross        | Beatrice Hathaway |
| Richard Tucker   | Charles Dillon    |
| Harry Tyler      | Chuck Fairfax     |
| Bert Roach       | Sugar Plum        |